# 伯·拉马尔
德怀特·拉马尔（英語：Dwight Lamar，1951年4月7日—），美国NBA联盟前职业篮球运动员。他在1973年的NBA选秀中第3轮第44顺位被底特律活塞选中。